# Briartiet
Het mineraal briartiet is een opaak grijs metaalachtig koper-germanium-sulfide, met de chemische formule Cu2(Zn, Fe)GeS4. Het bevat vaak sporen van Ga en Sn, die voorkomen als inclusies in andere germanium-gallium-houdende sulfiden. 

## Naamgeving
Het werd ontdekt in de Prince Leopold Mine, Kipushi, Shaba, Democratische Republiek Congo in 1965 door Francotte en anderen en genoemd naar Gaston Briart die de formaties van dit mineraal in Kipushi had bestudeerd. 

## Voorkomen
Briartiet wordt ook gevonden in Namibië, Griekenland en Spanje.